# ボロボロノキ科
ボロボロノキ科（ボロボロノキか、学名：Schoepfiaceae）は、ビャクダン目の植物の科のひとつ。APG体系第3版により、Olacaceae（和名は新エングラー体系およびクロンキスト体系ではボロボロノキ科、APG体系第2・3版ではオラクス科）から分離した。
日本には、ボロボロノキ（Schoepfia jasminodora）が唯一、九州から南西諸島にかけて分布する。ボロボロノキは落葉樹で、落葉のさいに細い枝がぼろぼろと一緒に散ってしまうところから名付けられたという。また、材が、柔らかくてもろくぼろぼろで、役に立たないからと言われている。